# Зубці (страва)
Зубці — традиційна українська страва, яку готували з пророщеного (окільцьованого) ячменю, який висушували, підсмажували й варили, як кашу. Зубці (як і путря, кваша, тобто страви з використанням солоду) мали солодкуватий смак і вважалися ласощами. Із зубців розвинулася логаза.
Наприкінці XIX століття вийшли з ужитку.